# Rzeczpospolita

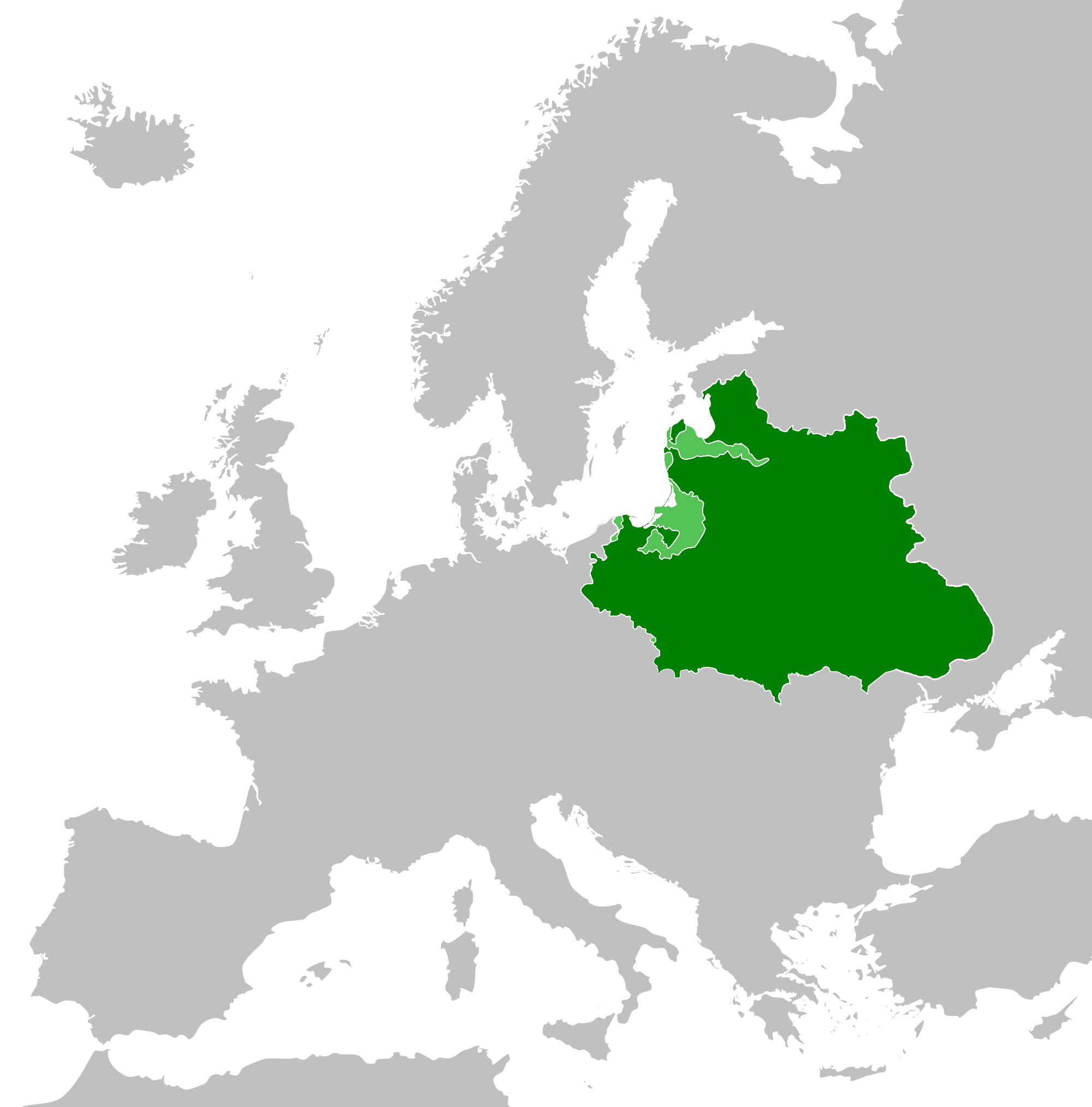
Lage der Rzeczpospolita in ihrer Ausdehnung während des 17. Jahrhunderts, mit ihren suzeränen Herzogtümern Preußen (bis 1657) sowie Kurland und Semgallen.

Rzeczpospolita [ʒɛt͡ʃpɔsˈpɔlita]ⓘ ist ein ab 1569 bedeutungsgleich für das polnische Staatswesen verwendeter Begriff.

## Bedeutung und Verwendung
Der polnische Begriff Rzeczpospolita entstand zu Beginn des 16. Jahrhunderts und ist an den lateinischen Begriff res publica angelehnt. Im Gegensatz zur lateinischen Bedeutung für „öffentliche Sache“ bedeutet Rzeczpospolita jedoch wörtlich „gemeinsame Sache“. Er ist damit etymologisch mit dem deutschen Begriff Gemeinwesen und dem englischen Begriff Commonwealth verwandt.
Staatsrechtlich bezog sich der Begriff ursprünglich auf die im Vertrag von Lublin geschlossene Realunion zwischen dem Königreich Polen und dem Großfürstentum Litauen. Beide wurden bereits seit 1386 in Personalunion regiert (siehe Polnisch-Litauische Union) und bildeten von 1569 bis 1795 als Polen-Litauen einen gemeinsamen Staat. Dieser trug im Polnischen die Eigenbezeichnung Rzeczpospolita Korony Polskiej i Wielkiego Księstwa Litewskiego (deutsch Gemeinwesen der Polnischen Krone und des Großfürstentums Litauen), abgekürzt schlicht Rzeczpospolita.
Aufgrund der in der Rzeczpospolita vorherrschenden Freiheiten, aber auch ihrer politischen Anknüpfung an römische Gesetze, die zugestandene Religionsfreiheit, das Einspruchsrecht Liberum Veto im polnischen Parlament oder ihre moderne Verfassung, ist der Begriff im Polnischen auch zu einem Synonym für die eigene staatliche Souveränität und eine freiheitliche Ordnung geworden. Polen-Litauen stellte bis zu seiner finalen Teilung eine parlamentarisch-konstitutionelle Monarchie mit demokratischen Elementen und einem von der Aristokratie frei gewählten Herrscher dar. Der Anteil der Aristokratie (polnisch Szlachta) an der Gesamtbevölkerung betrug in Polen-Litauen bis zu zwölf Prozent. Ihre Angehörigen hatten gemäß der bereits im Königreich Polen seit 1505 geltenden Verfassung Nihil Novi unabhängig von Besitz und Rang die gleichen Rechte und Pflichten, vor allem aber Immunität an Leib, Leben und Eigentum. Sie unterlagen aufgrund ihrer Wehrpflicht zudem gesenkten Steuersätzen und waren uneingeschränkt an der politischen Willensbildung beteiligt (siehe Adelsrepublik).
Im Litauischen ist der Begriff ebenfalls bis heute phonetisch unverändert erhalten geblieben, wird jedoch Žečpospolita geschrieben und bezieht sich einzig auf die Epoche zwischen 1569 und 1795. Sowohl der zwischen 1918 und 1940, als auch erneut seit 1990 bestehende litauische Staat trägt wiederum den amtlichen Namen Lietuvos Respublika.
Im Polnischen knüpfte man hingegen nach der Wiedererlangung der staatlichen Souveränität an den Begriff erneut an. Sowohl zwischen 1918 und 1939 (siehe Zweite Polnische Republik), als auch erneut seit 1989 (siehe Dritte Polnische Republik) lautet der amtliche Name des polnischen Staates Rzeczpospolita Polska. In diesem Zusammenhang wird für die Epoche zwischen 1569 und 1795 im Polnischen auch von der Ersten Polnischen Republik gesprochen. Die zwischen 1945 und 1989 existierende Volksrepublik Polen trug im Polnischen den amtlichen Namen Polska Rzeczpospolita Ludowa (abgekürzt PRL). In der zeitgeschichtlichen Zählung der Polnischen Republiken wird sie jedoch aufgrund ihres autoritären Regimes und der sowjetischen Fremdbestimmung ausgeklammert.
Republiken anderer Nationen werden im Polnischen üblicherweise mit Republika übersetzt.